# Cantón de País de Bidache, Amikuze y Ostibarre
El cantón de País de Bidache, Amikuze y Ostibarre  (cantón n.º 22, Pays de Bidache, Amikuze et Ostibarre en francés) es una división administrativa francesa del departamento de los Pirineos Atlánticos creado por Decreto n.º 2014-148, artículo 23.º, del 25 de febrero de 2014 y que entró en vigor el 22 de marzo de 2015, con las primeras elecciones departamentales posteriores a la publicación de dicho decreto.

## Historia
Con la aplicación de dicho Decreto, los cantones de Pirineos Atlánticos pasaron de 52 a 27.
El cantón está formado por veintiséis de las veintisiete comunas del anterior cantón de Saint-Palais, las catorce comunas del anterior cantón de Iholdy, cinco de las siete comunas del cantón de Hasparren, cuatro de las siete comunas del cantón de Bidache, y tres de las cinco comunas del cantón de La Bastide-Clairence.
La capital (Bureau centralisateur) está en Saint-Palais.

## Composición
El cantón de País de Bidache, Amikuze y Ostibarre  comprende las cincuenta y dos comunas siguientes:
| Comunas                 | Código INSEE | Superficie (km²) | Población (2012) | Densidad (hab/km²) | Distrito | Cantón anterior      |
| ----------------------- | ------------ | ---------------- | ---------------- | ------------------ | -------- | -------------------- |
| Aïcirits-Camou-Suhast   | 64010        | 9,50             | 656              | 69                 | Bayona   | Saint-Palais         |
| Amendeuix-Oneix         | 64018        | 7,66             | 428              | 56                 | Bayona   | Saint-Palais         |
| Amorots-Succos          | 64019        | 15,20            | 235              | 15                 | Bayona   | Saint-Palais         |
| Arancou                 | 64031        | 5,30             | 134              | 25                 | Bayona   | Bidache              |
| Arbérats-Sillègue       | 64034        | 5,29             | 296              | 56                 | Bayona   | Saint-Palais         |
| Arbouet-Sussaute        | 64036        | 14,55            | 296              | 20                 | Bayona   | Saint-Palais         |
| Arhansus                | 64045        | 5,32             | 71               | 13                 | Bayona   | Iholdy               |
| Armendarits             | 64046        | 17,27            | 391              | 23                 | Bayona   | Iholdy               |
| Aroue-Ithorots-Olhaïby  | 64049        | 17,85            | 247              | 14                 | Bayona   | Saint-Palais         |
| Arraute-Charritte       | 64051        | 22,81            | 388              | 17                 | Bayona   | Saint-Palais         |
| Ayherre                 | 64086        | 27,65            | 992              | 36                 | Bayona   | La Bastide-Clairence |
| La Bastide-Clairence    | 64289        | 23,39            | 1018             | 44                 | Bayona   | La Bastide-Clairence |
| Béguios                 | 64105        | 11,26            | 252              | 22                 | Bayona   | Saint-Palais         |
| Béhasque-Lapiste        | 64106        | 5,64             | 454              | 80                 | Bayona   | Saint-Palais         |
| Bergouey-Viellenave     | 64113        | 11,37            | 128              | 11                 | Bayona   | Bidache              |
| Beyrie-sur-Joyeuse      | 64120        | 24,80            | 509              | 21                 | Bayona   | Saint-Palais         |
| Bidache                 | 64123        | 30,43            | 1317             | 43                 | Bayona   | Bidache              |
| Bonloc                  | 64134        | 1,02             | 370              | 363                | Bayona   | Hasparren            |
| Bunus                   | 64150        | 6,60             | 163              | 25                 | Bayona   | Iholdy               |
| Came                    | 64161        | 33,90            | 865              | 26                 | Bayona   | Bidache              |
| Domezain-Berraute       | 64202        | 21,56            | 509              | 24                 | Bayona   | Saint-Palais         |
| Etcharry                | 64221        | 7,43             | 123              | 17                 | Bayona   | Saint-Palais         |
| Gabat                   | 64228        | 8,31             | 224              | 27                 | Bayona   | Saint-Palais         |
| Garris                  | 64235        | 3,13             | 303              | 97                 | Bayona   | Saint-Palais         |
| Hélette                 | 64259        | 23,45            | 749              | 32                 | Bayona   | Iholdy               |
| Hosta                   | 64265        | 17,08            | 79               | 4,6                | Bayona   | Iholdy               |
| Ibarrolle               | 64267        | 8,87             | 95               | 11                 | Bayona   | Iholdy               |
| Iholdy                  | 64271        | 21,63            | 576              | 27                 | Bayona   | Iholdy               |
| Ilharre                 | 64272        | 10,55            | 148              | 14                 | Bayona   | Saint-Palais         |
| Irissarry               | 64273        | 26,39            | 857              | 32                 | Bayona   | Iholdy               |
| Isturits                | 64277        | 13,60            | 467              | 34                 | Bayona   | La Bastide-Clairence |
| Juxue                   | 64285        | 15,17            | 210              | 14                 | Bayona   | Iholdy               |
| Labets-Biscay           | 64294        | 8,79             | 153              | 17                 | Bayona   | Saint-Palais         |
| Lantabat                | 64313        | 28,86            | 296              | 10                 | Bayona   | Iholdy               |
| Larceveau-Arros-Cibits  | 64314        | 18,08            | 403              | 22                 | Bayona   | Iholdy               |
| Larribar-Sorhapuru      | 64319        | 10,65            | 189              | 18                 | Bayona   | Saint-Palais         |
| Lohitzun-Oyhercq        | 64345        | 17,52            | 192              | 11                 | Bayona   | Saint-Palais         |
| Luxe-Sumberraute        | 64362        | 8,31             | 355              | 43                 | Bayona   | Saint-Palais         |
| Masparraute             | 64368        | 8,16             | 244              | 30                 | Bayona   | Saint-Palais         |
| Méharin                 | 64375        | 12,73            | 259              | 20                 | Bayona   | Hasparren            |
| Mendionde               | 64377        | 21,47            | 834              | 39                 | Bayona   | Hasparren            |
| Orègue                  | 64425        | 36,43            | 474              | 13                 | Bayona   | Saint-Palais         |
| Orsanco                 | 64429        | 9,35             | 99               | 11                 | Bayona   | Saint-Palais         |
| Osserain-Rivareyte      | 64435        | 6,56             | 219              | 33                 | Bayona   | Saint-Palais         |
| Ostabat-Asme            | 64437        | 15,26            | 204              | 13                 | Bayona   | Iholdy               |
| Pagolle                 | 64441        | 15,90            | 279              | 18                 | Bayona   | Saint-Palais         |
| Saint-Esteben           | 64476        | 13,71            | 450              | 33                 | Bayona   | Hasparren            |
| Saint-Just-Ibarre       | 64487        | 30,03            | 236              | 7,9                | Bayona   | Iholdy               |
| Saint-Martin-d'Arberoue | 64489        | 14,69            | 329              | 22                 | Bayona   | Hasparren            |
| Saint-Palais            | 64493        | 7,54             | 1856             | 246                | Bayona   | Saint-Palais         |
| Suhescun                | 64528        | 11,83            | 180              | 15                 | Bayona   | Iholdy               |
| Uhart-Mixe              | 64539        | 11,74            | 226              | 19                 | Bayona   | Saint-Palais         |

En 2012, la población total del nuevo cantón era de 21027 habitantes.